# Baillonia amabilis
Baillonia es un género monotípico de plantas con flores perteneciente a la familia de las verbenáceas. Incluye una sola especie: Baillonia amabilis Bocq. (1862). Es nativo de Bolivia hasta el  nordeste de Argentina.

## Taxonomía
Baillonia amabilis, fue descrita por Bocq. y publicado Adansonia 2: 252, t. 7, en el año 1862.
Etimología
El nombre del género fue otorgado en honor de Henri Ernest Baillon, botánico francés.
Sinonimia
- Baillonia amabilis var. heterophylla Kuntze
- Baillonia amabilis var. longifolia Kuntze
- Baillonia amabilis var. pubescens Moldenke
- Baillonia spicata Baill.
- Citharexylum linearifolium Moldenke
- Ligustrum multiflorum Baill.
- Stachytarpheta amabilis (Bocq.) Ravenna
- Stachytarpheta fiebrigii Moldenke[3]